# Christopher O'Neill
Christopher Paul O'Neill (født 27. juni 1974) er en britiskfødt amerikansk forretningsmand, som bor og arbejder i New York og er gift med prinsesse Madeleine af Sverige.

## Familiebaggrund
O'Neill blev født i London som søn af Paul Cesario O'Neill (1926-2004), en amerikansk bankmand, der kom til London i 1960'erne for at oprette et europæisk hovedkontor for investeringsbanken Oppenheimer & Co., og Eva Maria Walter (født 1940), der blev født i Østrig. Deres ægteskab var hans andet og hendes tredje.
O'Neill, som har fem halvsøstre, voksede op i London og St. Gallen. Han boede ofte i Østrig og Tyskland og har både britisk og amerikansk statsborgerskab.